# Donburi
Il donburi (丼?) (in kanji: 丼; in hiragana: どんぶり), a volte abbreviato come don, che letteralmente significa "scodella", è un piatto tipico della cucina giapponese, costituito da pesce, carne, verdure o altri ingredienti lasciati bollire insieme e serviti sul riso. Si tratta di un piatto veloce da preparare e molto sostanzioso, che dispone di molte varianti.

## Preparazione
Si prepara cuocendo, in brodo dashi, del pollo con salsa di soia e mirin o sakè. Quando la cottura è ultimata si aggiungono uova sbattute; alla cottura del tutto si versa il composto in una grossa ciotola con riso già cotto, caldo.

## Tipi di donburi
Fra i vari tipi di donburi:

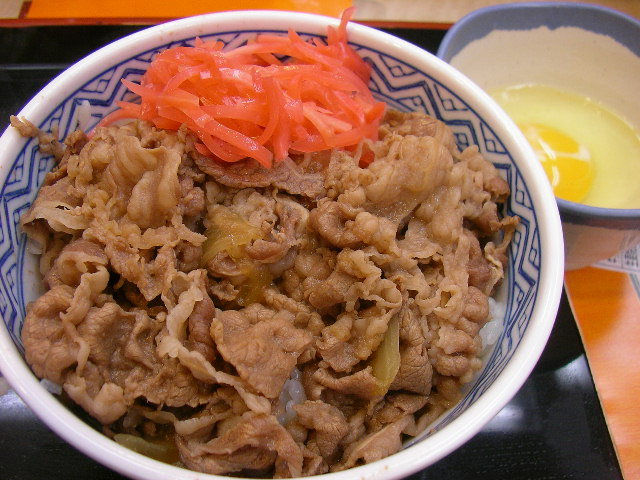
Gyūdon

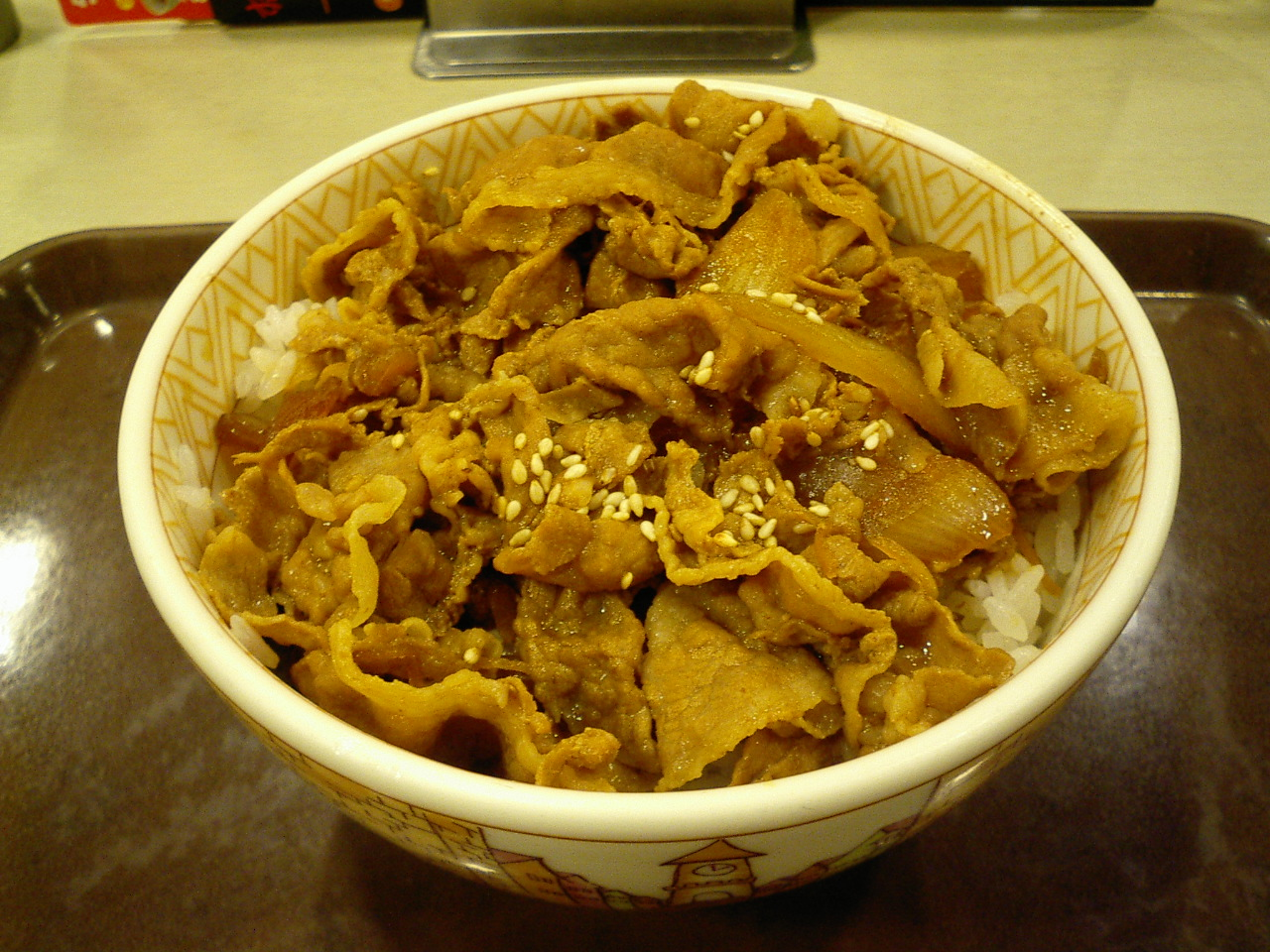
Butadon

- Tamagodon (玉子丼): con uovo strapazzato e salsa dolce versati sul riso;
- Oyakodon (親子丼): con pollo, uovo e cipolla versati sul riso;
- Katsudon (カツ丼): con cotoletta fritta di maiale (chiamata Tonkatsu) , cipolla e uova versati sul riso;
- Tenshindon (天津丼): lo si ritrova anche nella cucina cinese con il nome Tianjin, costituito da polpa di granchio versata sul riso;
- Tekkadon (鉄火丼): con sottili fettine di tonno crudo e altri ingredienti che rendono il tutto piccante, versati sul riso;
- Negitorodon (ネギトロ丼): è composto da negitoro, ovvero tonno grasso tagliato a dadini (toro) e cipollotto (negi) versati su riso;
- Tendon (天丼): con tempura, gamberetti e verdure versati sul riso;
- Gyūdon (牛丼): con carne di manzo e cipolla versati sul riso;
- Butadon (豚丼): con carne di maiale e cipolla versati sul riso;
- Unadon (鰻丼): con unagi kabayaki versati sul riso.